# Archidiecezja Chihuahua
Archidiecezja Chihuahua (łac. Archidioecesis Chihuahuensis) – meksykańska archidiecezja rzymskokatolicka ze stolicą w Chihuahua.

## Historia
Diecezja Chihuahua powstała 23 czerwca 1891 po wydzieleniu z Archidiecezji Durango, a podniesiona do rangi archidiecezji metropolitalnej przez papieża Jana XXIII 22 listopada 1958. Od 1995 w obecnym kształcie terytorialnym.

## Główne świątynie
- Archikatedra: Archikatedra Świętego Krzyża w Chihuahua

## Biskupi i arcybiskupi
- José de Jesús Ortíz y Rodríguez (10 czerwca 1893 – 16 września 1901)
- Nicolás Pérez Gavilán y Echeverría (20 lutego 1902 – 3 grudnia 1919)
- Antonio Guízar y Valencia (20 lipca 1920 – 24 czerwca 1969)
- Adalberto Almeida y Merino (24 sierpnia 1969 – 24 czerwca 1991)
- José Fernández Arteaga (24 czerwca 1991 – 29 września 2009)
- Constancio Miranda Weckmann (od 29 września 2009)